# 毛羽扇豆
毛羽扇豆（学名：Lupinus pubescens），为豆科羽扇豆属下的一个植物种。